# Сантерамо ин Коле
Сантѐрамо ин Ко̀ле (на италиански: Santeramo in Colle, на местен диалект Sandèreme, Сандереме) е град и община в Южна Италия, провинция Бари, регион Пулия. Разположен е на 505 m надморска височина. Населението на общината е 26 854 души (към 2010 г.).